# Oxysarcodexia corolla
Oxysarcodexia corolla är en tvåvingeart som beskrevs av Carroll William Dodge 1965. Oxysarcodexia corolla ingår i släktet Oxysarcodexia och familjen köttflugor.
Artens utbredningsområde är Jamaica. Inga underarter finns listade i Catalogue of Life.